# アッポちゃま劇場
『アッポちゃま劇場』（アッポちゃまげきじょう）は、平園マリ香による日本の漫画。講談社「なかよし」で1990年に連載された。

## 書誌情報
平園マリ香 『アッポちゃま劇場』 講談社〈講談社コミックスなかよし〉、全1巻
- 1巻、1990年7月6日発行、ISBN 4-06-178666-0